# Diphenylzinndibromid
Diphenylzinndibromid ist eine phenyl- und bromsubstituierte zinnorganische Verbindung.

## Darstellung
Diphenylzinndibromid kann durch Umsetzung von Tetraphenylzinn mit Brom in Tetrachlormethan erhalten werden. Als Nebenprodukte entstehen dabei Brombenzol und Phenylzinntribromid, die destillativ abgetrennt werden können.
Eine weitere Möglichkeit der Darstellung ist das Umsetzen von Diphenylzinndichlorid mit Ammoniumbromid in Wasser.

## Eigenschaften
Im Festkörper betragen die Sn–C-Bindungslängen etwa 2,11 Å und damit in der Größenordnung anderer Sn–C-Bindungen. Die Sn–Br-Abstände betragen 2,47 und 2,49 Å und liegen damit unter der Summe der kovalenten Radien von Zinn und Brom, jedoch in derselben Größenordnung wie andere Zinnbromide mit nichtfunktionalisierten Kohlenwasserstoffsubstituenten. Der C–Sn–C-Winkel beträgt 123,5° und der Br–Sn–Br-Winkel 102,74°.

## Reaktivität
Diphenylzinndibromid dient häufig zum Einführen von Diphenylzinngruppen oder Diphenylzinnbromidgruppen.